# Hvidhalet hulepindsvin
Det hvidhalede hulepindsvin (Hystrix indica, også kaldet indisk hulepindsvin) er en art af hulepindsvin, som er hjemmehørende i store del af Asien (e.g. Lilleasien, Mellemøsten, Indien, Bagindien, og store dele af Centralasien).

## Udseende
Det hvidhalede hulepindsvin har en længde på mellem 70 og 90 centimeter, når pindsvinet er fuldvoksent. Dermed er de blandt Verdens største pindsvin til trods for, at de kun vejer op til 1,8 kg. Oversiden af pindsvinet er dækket af lange rigide pigge. De største heraf er sorte med hvide eller gule striber.

## Levevis
Indiske hulepindsvin kan blive op til 20 år gamle. Deres fortænder holder aldrig op med at vokse, og de skal derfor slides ned, for ikke at være til skade for pindsvinet. Dette gøres ved, at pindsvinet bider i træ og bark. I beboede områder kan de endda finde på at bide i trådhegn og betonkonstruktioner.

### Føde
Det hvidhalede hulepindsvin er planteæder og lever af en kost bestående af rødder, bark og grøntsager. I tilskud hertil kan de finde på at gnave på ben fra ådsler for at optage kalcium.

### Forplantning
Indiske hulepindsvin er kønsmodne omkring toårsalderen.
Hunnerne hedder søer, hannerne orner, og ungerne hvalpe. Søerne er drægtige i 34 uger og kan sætte kuld én gang årligt. Ét kuld består typisk af to til fire hvalpe.